# Juan de Cárcer
Juan de Cárcer y Disdier (Málaga; 1892 - Madrid; octubre de 1962) conocido deportivamente como Juanito Cárcer, fue un futbolista, entrenador y árbitro español. Integrante histórico del Real Madrid Club de Fútbol fue su primer entrenador, y el primero que hubo en el fútbol en el país.
Conquistó numerosos trofeos tanto en su etapa de jugador como de entrenador, entre los que destacaron dos campeonatos regionales como futbolista, y cuatro como entrenador, a los que sumó una copa regional. Su cruz fue el Campeonato de España donde no pudo conquistar ningún título en su carrera, y motivo por el que fue despedido del club madridista en relevo de la dupla Peris Llorente-Santiago Bernabéu.

## Trayectoria

### Inicios en Madrid
Se inició en el foot-ball en 1907 en Madrid, a donde se trasladó con su familia siendo un niño. Su primer club fue una sociedad denominada Reina Victoria, un club formado en su mayoría por muchachos amigos hasta que en 1910 se enroló en las filas de la primitiva (Sociedad) Football Sky, conformada entonces bajo un nuevo nombre, el Club Español de Madrid. Narran las crónicas que jugó un Campeonato de España si bien figuraba como infantil del equipo. Allí coincidió con jugadores como Fernando López-Quesada, José María Castell o el conde de Gómar entre otros.
De allí recaló en el Madrid Foot-Ball Club, figurando como portero del equipo reserva, hasta que sus buenas actuaciones le llevaron a debutar con el primer equipo a comienzos de 1913. Alternó el puesto con Pablo Lemmel entonces guardameta del equipo, y fue en esa temporada donde debutó oficialmente, nada menos que en las semifinales del Campeonato de España de 1913 frente al Athletic Club. Su equipo cayó derrotado por 3-0, y como anécdota, Rafael Moreno Pichichi le anotó un gol con la mano. De extraordinarias cualidades, realizaba inverosímiles y acrobáticas paradas para la época y que más tarde popularizó Ricardo Zamora bajo el nombre de «zamoranas».
Allí permaneció hasta 1916, y en donde conquistó dos campeonatos regionales, y en donde tuvo sus primeras actuaciones como árbitro en algunos partidos amistosos. La directiva del club interpretó que su baja forma no le correspondía para seguir defendiendo la portería y recaló en el vecino Athletic Club (Sucursal de Madrid), equipo dependiente del ya mencionado Athletic Club vizcaíno.

## Estadísticas

### Clubes
Datos actualizados a fin de carrera deportiva. Datos de Copa Federación Centro no contabilizados.
| Madrid F. C. | 1912-13       | 1.ª C.        | Inexistente | Inexistente | 1 | -3 | -  | -   | 1  | -3  | 3.00 |
| Madrid F. C. | 1913-14       | 1.ª C.        | Inexistente | Inexistente | - | -  | 4  | -5  | 4  | -5  | 1.25 |
| Madrid F. C. | 1914-15       | 1.ª C.        | Inexistente | Inexistente | - | -  | 6  | -8  | 6  | -8  | 1.33 |
| Madrid F. C. | 1915-16       | 1.ª C.        | Inexistente | Inexistente | - | -  | -  | -   | 0  | 0   | 0    |
| Total club | Total club    | Total club    | 0           | 0           | 1 | -3 | 10 | -13 | 11 | -16 | 1.45 |
| Athletic de Madrid | 1916-17       | 1.ª C.        | Inexistente | Inexistente | - | -  | 3  | -6  | 3  | -6  | 2.00 |
| Athletic de Madrid | 1917-18       | 1.ª C.        | Inexistente | Inexistente | - | -  | 6  | -9  | 6  | -9  | 1.50 |
| Athletic de Madrid | 1918-19       | 1.ª C.        | Inexistente | Inexistente | - | -  | 8  | -20 | 8  | -20 | 2.50 |
| Total club | Total club    | Total club    | 0           | 0           | 0 | 0  | 17 | -35 | 17 | -35 | 2.06 |
| Total carrera | Total carrera | Total carrera | 0           | 0           | 1 | -3 | 27 | -48 | 28 | -51 | 1.82 |
| (1) No existía el Campeonato de Liga (1912-19). Club de 1.ª categoría por la Federación Regional Centro. (2) Incluye datos de la Copa de España (1912-19). (3) Incluye datos del Campeonato Regional Centro (1912-19). (4) No incluye datos de partidos amistosos. |               |               |             |             |   |    |    |     |    |     |      |